# 독도 수비대
《독도 수비대》는 1989년에 방영되었던 MBC 특집드라마이다.

## 기획 의도
내무부 및 치안본부와 울릉경찰서의 기관 드라마

## 제작진
- 극본 : 김운경
- 연출 : 이진석

## 등장인물

### 독도의용수비대
- 강인덕 : 홍순칠 역
- 권재희 : 박영희 역
- 신충식 : 순칠 조부 역
- 정명환 : 최대업 역
- 고인범 : 이상국 역
- 김성찬 : 황영문 역

### 정부/공직자
- 백인철 : 김종원 역
- 최불암 : 이승만 역
- 박인환 : 울릉 경찰서장 역
- 이희도 : 경무대 경비국장 역

### 일본
- 최병학 : 일본 영사 역
- 김기현 : 일본 순시선 함장 역

### 그 외 인물
- 구장서
- 한태일
- 김인문
- 김지영
- 오승명
- 정한헌
- 이상아
- 문창근
- 차윤희
- 김선도
- 박희우
- 정동권
- 신복숙
- 강필국
- 이기화
- 최병기
- 윤용득
- 최한호
- 박근수
- 정한헌
- 김현우
- 강미
- 장광복
- 이대영
- 김수중
- 박미선
- 정지영
- 김영석
- 김의석
- 양창범
- 유창국
- 홍민우
- 송영웅
- 정대홍
- 정영란
- 심우창
- 정혜승